# L'Acrobate (film, 1941)
Pour les articles homonymes, voir Acrobate.
Pour plus de détails, voir Fiche technique et Distribution.
L'Acrobate est un film français réalisé par Jean Boyer, sorti en 1941

## Synopsis
Ernest Sauce, maître d'hôtel au « Cochon d'Argent », a prêté de l'argent à son patron qui est un passionné de courses. Un soir, devant un client soi-disant amnésique, il doit faire appel à la police et, pour ne pas être frustré du montant du repas, l'accompagne au dépôt. Mis en échec et lassé de Pauline, il a l'idée de simuler, à son tour, l'amnésie. C'est le début de nombreuses péripéties qui l'amèneront bientôt à être « reconnu » par de nombreuses personnes et au bout desquelles il finira comme acrobate à Medrano.

## Fiche technique
- Titre : L'Acrobate
- Réalisation : Jean Boyer
- Scénario : Jean Guitton
- Adaptation : Yves Mirande et Jean Boyer
- Dialogue : Yves Mirande
- Photographie : Victor Arménise, Paul Portier
- Son : Jean Robertson
- Montage : Louisette Hautecoeur
- Décors : Guy de Gastyne, Paul-Louis Boutié
- Musique : Georges Van Parys
- Production : Harle et C.C.F.C
- Pays d'origine :  France
- Tournage : 25 avril au 20 mai 1940
- Format :  Noir et blanc - 35 mm - Son mono
- Genre : Comédie
- Durée : 85 minutes
- Dates de sortie en France : 
  - 6 mai 1941 (Marseille)
  - 5 juillet 1941 (Paris)
- Affiche : Fernand François, Jean Mascii (France)

## Distribution
- Fernandel : Ernest Sauce, maître d'hôtel
- Jean Tissier : Vincent Briquet
- Jean Brochard : le commissaire
- Thérèse Dorny : Pauline
- Maurice Carpentier : le dîneur amnésique
- Gaby Wagner : l'infirmière
- Charles Deschamps : le comte de Puypeux
- Lucien Callamand : le médecin-chef
- Pierre Labry : M. Dubier, le patron du restaurant
- Fernand Flament : l'infirmier
- Paulette Berger : la comtesse de Puypeux
- Les Zemgano : les frères Brindisi
- Nicolas Amato : le chef